# Lista okrętów Royal Navy, M
Ta sekcja listy okrętów Royal Navy zawiera wszystkie okręty Royal Navy których nazwa zaczyna się od M.
Aby zobaczyć wyłącznie listę okrętów obecnie pozostających w służbie, zobacz Lista obecnie służących okrętów Royal Navy
W wielu przypadkach nazwa była używana wielokrotnie dla wielu jednostek na przestrzeni wieków. Jeżeli tak było, to po kliknięciu na nazwę powinno się wyświetlić hasło zawierające spis wszystkich jednostek noszących taką nazwę.
- „M1” okręt podwodny
- „M2”
- „M13”
- „M14”
- „M15”(inne języki)
- „M16”
- „M17"
- „M18”(inne języki)
- „M19”(inne języki)
- „M20”
- „M21”
- „M22”
- „M23”
- „M24”
- „M25”
- „M26”
- „M27"
- „M28”(inne języki)
- „M29”(inne języki)
- „M30”(inne języki)
- „M31”(inne języki)
- „M32”(inne języki)
- „M33"
- „MI”
- „MII”
- „MIII”
- „MIV”
- „MV”
- „MVI”
- „MVII”
- „MVIII”
- „Macduff”
- „Macedonian”
- „Machine”
- „Mackay”
- „Mackerel”
- „Madagascar”
- „Maddiston”
- „Madras”
- „Maeander”
- „Maenad”
- „Maesterland”
- „Magdala”
- „Magdalen”
- „Magic”
- „Magician”
- „Magicienne”
- „Magnanime”
- „Magnet”
- „Magnificent”
- „Magpie”
- „Mahonesa”
- „Mahratta”
- „Maida”
- „Maiden Castle”
- „Maidstone”
- „Majestic”
- „Malabar”
- „Malacca”
- „Malaga Merchant”
- „Malaya”
- „Malcolm”
- „Malham”
- „Malice”
- „Mallard”
- „Malling Castle”
- „Mallow”
- „Malmesbury Castle”
- „Maloja”
- „Malplaquet”
- „Malta”
- „Malvern”
- „Mamaduke”
- „Mameluke”
- „Manchester”
- „Mandarin”
- „Mandate”
- „Mandrake”
- „Manela”
- „Manilla”
- „Manly”
- „Manners”
- „Mansfield”
- „Mantis”
- „Manxman”
- „Maori”
- „Maplin”
- „Marathon”
- „Marazion”
- „Marengo”
- „Margaret”
- „Margate”
- „Margett”
- „Marguerite”
- „Maria”
- „Maria de Loreto”
- „Maria Prize”
- „Maria Sancta”
- „Maria Sandwich”
- „Maria Spayne”
- „Mariana”
- „Marianne”
- „Marie”
- „Antoinette”
- „Marigold"
- „Mariner”
- „Marjoram”
- „Marksman”
- „Marlborough”
- „Marlingford”
- „Marlion”
- „Marlow”
- „Marmion”
- „Marne”
- „Maroon”
- „Marquise de Seignelay”
- „Mars”
- „Marshal Ney”
- „Marshal Soult”
- „Marsounin”
- „Marston Moor”
- „Martah & Mary”
- „Martial”
- „Martin”
- „Martin Garcia”
- „Marvel”
- „Mary”
- „Mary & John”
- „Mary Ann”
- „Mary Antrim”
- „Mary Breton”
- „Mary Flyboat”
- „Mary Fortune”
- „Mary Galley”
- „Mary George”
- „Mary Gloria”
- „Mary Grace”
- „Mary Guildford”
- „Mary Hamboro”
- „Mary Hampton”
- „Mary Imperial”
- „Mary James”
- „Mary Norwell”
- „Mary Odierne”
- „Mary of Rouen”
- „Mary Prize”
- „Mary Rose”
- „Mary Thomas”
- „Mary Willoughby”
- „Maryanee”
- „Maryborough”
- „Maryport”
- „Maryton”
- „Mashona”
- „Mason”
- „Mastiff”
- „Matabele”
- „Matane”
- „Matapan”
- „Matchless”
- „Mathias”
- „Matilda”
- „Matthew”
- „Mauritius”
- „Mavourneen”
- „Mawdelyn”
- „Maxton”
- „May Frere”
- „Mayflower”
- „Mayfly”
- „Mayford”
- „Mazurka”
- „Meadowsweet”
- „Meclenburgh”
- „Meda”
- „Medea”
- „Medee”
- „Mediator”
- „Medina”
- „Mediterranean”
- „Medora”
- „Medusa”
- „Medway”
- „Medway II”
- „Medway Prize”
- „Meeanne”
- „Meermin”
- „Megaera”
- „Melampe”
- „Melampus”
- „Melbreak”
- „Meleager”
- „Melita”
- „Melpomene”
- „Melton”
- „Melville”
- „Memnon”
- „Menace”
- „Menai”
- „Mendip”
- „Menelaus”
- „Mentor”
- „Meon”
- „Mercure”
- „Mercurius”
- „Mercury”
- „Meredith”
- „Merhonour”
- „Merlin”
- „Mermaid”
- „Merry Hampton”
- „Mersey”
- „Mersham”
- „Messenger”
- „Messina”
- „Meteor”
- „Meteorite”
- „Meynell”
- „Michael”
- „Mickleham”
- „Middlesbrough”
- „Middleton”
- „Midge”
- „Mignonette”
- „Mignonne”
- „Milan”
- „Milfoil”
- „Millbrook”
- „Mileham”
- „Milfoil”
- „Milford”
- „Milne”
- „Mimico”
- „Mimosa”
- „Minas”
- „Minden”
- „Mindful”
- „Minehead”
- „Miner I”
- „Miner II”
- „Miner III”
- „Miner IV”
- „Miner V”
- „Miner VI”
- „Miner VII”
- „Miner VIII”
- „Minerva”
- „Minerve”
- „Mingan”
- „Minion”
- „Minnikin”
- „Minorca”
- „Minoru”
- „Minos”
- „Minotaur”
- „Minstrel”
- „Minto”
- „Minuet”
- „Minx”
- „Miramichi”
- „Miranda”
- „Mischief”
- „Mistletoe”
- „Mistley”
- „Mistral”
- „Mitchell”
- „Moa”
- „Modbury”
- „Moderate”
- „Modeste”
- „Mohawk”
- „Moira”
- „Monaghan”
- „Monarca”
- „Monarch”
- „Monck”
- „Monck Prize”
- „Mondovi”
- „Mongoose”
- „Monitor”
- „Monkey”
- „Monkshood”
- „Monkton”
- „Monmouth”
- „Monmouth Castle”
- „Monow”
- „Mons”
- „Monsieur”
- „Mont Blanc”
- „Montagu”
- „Montbretia”
- „Montego Bay”
- „Montford”
- „Montgomery”
- „Montreal”
- „Montrose”
- „Montserrat”
- „Moon”
- „Moorhen”
- „Moorsom”
- „Moray Firth”
- „Mordaunt”
- „Morecambe Bay”
- „Moresby”
- „Morgiana”
- „Morne Fortunee”
- „Morning Star”
- „Moro”
- „Morpeth Castle”
- „Morris”(inne języki)
- „Morris Dance”
- „Mortar”
- „Mosambique”
- „Moselle”
- „Moslem”
- „Mosquito”
- „Moth”
- „Moucheron”
- „Mounsey”
- „Mount Edgcumbe”
- „Mounts Bay”
- „Mourne”
- „Moy”
- „Moyola”
- „MTB102”
- „Mulette”
- „Mulgrave”
- „Mull”
- „Mull of Galloway”
- „Mull of Kintyre”
- „Mull of Oa”
- „Mullett”
- „Mullion”
- „Mullion Cove”
- „Munlochy”
- „Munster”
- „Muros”
- „Murray”
- „Musette”
- „Musk”
- „Muskerry”
- „Musket”
- „Musketeer”
- „Musquedobet”
- „Musquito”
- „Mustico”
- „Mutine”
- „MV1”
- „MV2”
- „MV3”
- „MV4”
- „MV5”
- „MV6”
- „MV7"
- „MV8”
- „MV9”
- „MV10”
- „MV11”
- „MV12”
- „MV13”
- „MV14”
- „MV15”
- „MV16”
- „MV17"
- „MV18”
- „MV19”
- „MV20”
- „MV21”
- „MV22”
- „Myngs”
- „Myosotis”
- „Myrmidon”
- „Myrtle”
- „Mystic”